# NGC 6767
NGC 6767 est une paire d'étoiles situé dans la constellation de la Lyre. L'astronome germano-britannique J. Gerhard Lohse a enregistré la position de cette paire en 1886.